# دنيز آك-كايا
دنيز آك-كايا (دنيز آكّايا) (بالتركية: Deniz Akkaya)‏ وهي ممثلة وسيدة أعمال وعارضة أزياء ومذيعة تركية ولدت في يوم 3 أغسطس 1977 في مدينة إسطنبول في تركيا وهي من أصل شيشاني و أبخازي و قبردي، تعلمت فقه اللغة في جامعة إسطنبول وفي سنة 1997 فازت بجائزة أفضل عارضة أزياء تركية ومثلت في عدة أفلام.

## روابط خارجية
- دنيز آك-كايا على موقع IMDb (الإنجليزية)
- دنيز آك-كايا على موقع قاعدة بيانات الفيلم (الإنجليزية)